# Мартич Юхим Маркович
Юхим Маркович Мартич (справжнє ім'я — Мордух Шаєвич Фінкельштейн; нар. 28 червня 1910, Київ — пом. 27 липня 1981) — український радянський письменник.

## Життєпис
Закінчив Київський інститут народної освіти у Києві (1933). Працював у редакціях газет і журналів, до війни був відповідальним редактором «Літературної газети».
Учасник німецько-радянської війни. Нагороджений медалями. Член КПРС з 1940. Член Спілки письменників СРСР з 1940.
Виступав як драматург, публіцист.

## Творчість
Друкується з 1930. Автор оповідань і нарисів:
- «Школа життя» (1939)
- «Розквіт талантів» (1939)
- «День народження» (1940)
- «Сімнадцята професія» (1940)
- «Наталія Михайлівна Ужвій» (1940)
- «Весела людина» (1941)
- «Оповідання про друзів» (1942)
- «Путь на зорю»
- «Листи від синів» (1943)
- «Вірний друг» (1946)
- «Льотний день» (1947)
- «Як склали пісню» (1948)
- «Будні та свята»
- «Передовий сталевар Павло Кочетков» (1950)
- «Київська повість» (1951)
- «Повість про народного артиста» (1954)
- «Краплі золотого дощу» (1957)
- «Іскри живого вогню» (1959)
- «Хліб і до хліба» (1961)
- «Друзі завжди з тобою» (1962)
- «Яблуко пізнання» (1963)
- «Поліна Володимирівна Куманченко» (1964)
- «Іван Карась шукає нащадків» (1965)
- «На вишиваних рушниках» (1967)
- «Довга, довга весна» (1969)
- «Зустрічі без прощань: Біографічні розповіді». Вид. «Дніпро», Київ — 1970. — 469 с.
- «І стежка до криниці» (1971)
- «Канівські вечори: Розповідь читача». Вид. «Радянський письменник», Київ – 1973. – 208 с
- «Старий театральний квиток» (1974)
- «Тепло рідного дому» (1976)
- «Добридень, усмішко» (1978) та ін.

Російські переклади:
- Под киевскими тополями К., 1972.